# První list Petrův

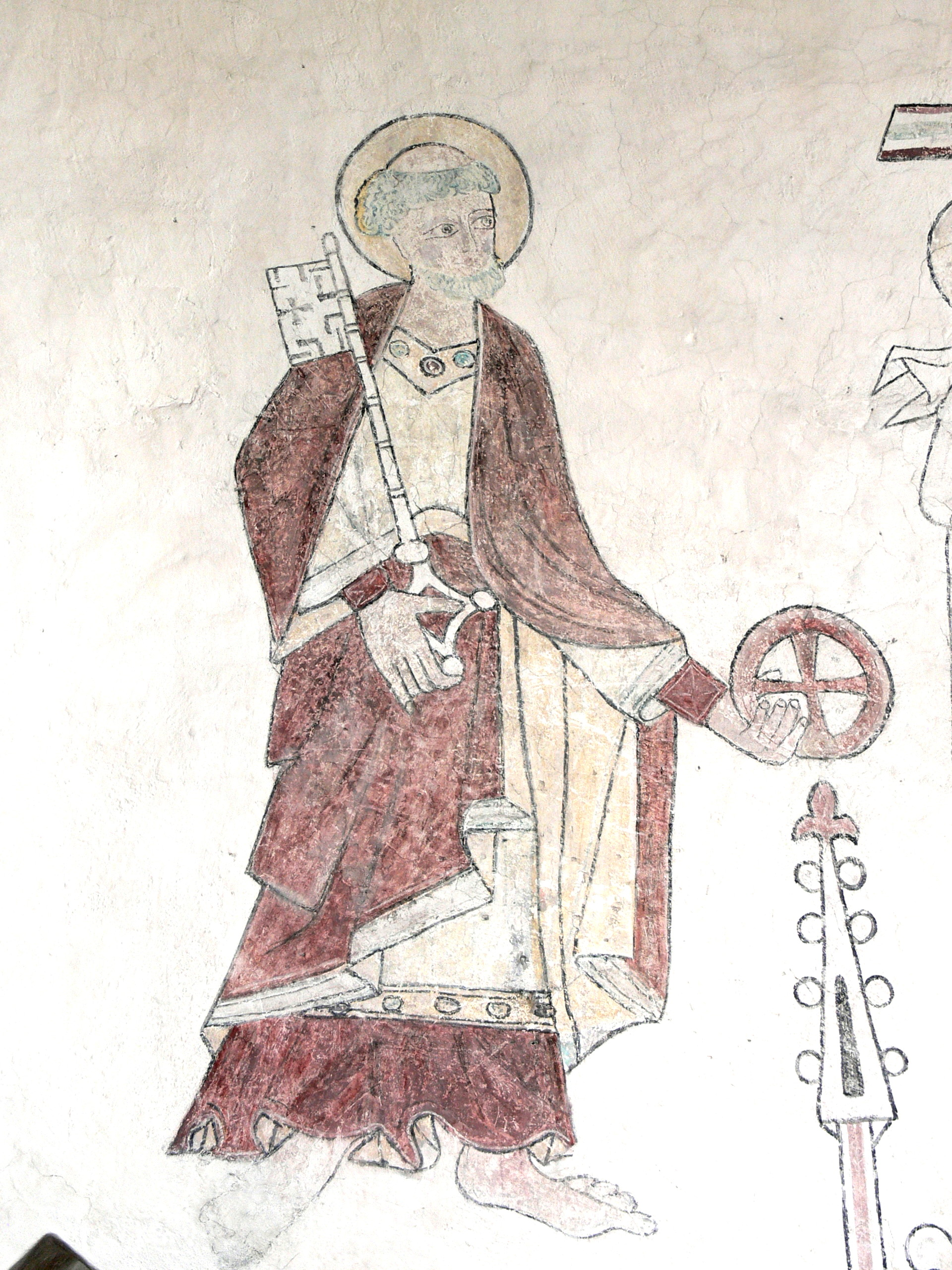
Sv. Petr. Freska z Lärbro (Jutland)

První list Petrův (zkratka 1P nebo 1Pt) je list (epištola) Nového zákona, jeden z tzv. obecných či katolických listů, tradičně připisovaný apoštolu Petrovi. Byl napsán řecky buď v době, kdy Petr byl biskupem v Římě (tj. před rokem 64), anebo někým z jeho žáků kolem roku 100.
První list Petrův se obrací k „rozptýleným“ křesťanům v dnešní Malé Asii, pobízí je a povzbuzuje, aby dobře žili a nedávali podnět ke sporům, aby statečně snášeli pronásledování a nedivili se, pokud přijdou. Závěrečná kapitola napomíná starší křesťanských obcí, aby se o ně starali v naději na brzký příchod Pána a na budoucí slávu.

## Citáty
| „             | Milovaní, v tomto světě jste cizinci bez domovského práva. Prosím vás proto, zdržujte se sobeckých vášní, které vedou boj proti duši, a žijte vzorně mezi pohany; tak aby ti, kdo vás osočují jako zločince, prohlédli a za vaše dobré činy vzdali chválu Bohu 'v den navštívení'. | “ |
| — 1Pt 2,11-12 | |   |

| „            | Všichni buďte jedné mysli, soucitní, plní bratrské lásky, milosrdní a pokorní, neodplácejte zlým za zlé ani urážkou za urážku, naopak žehnejte; vždyť jste byli povoláni k tomu, abyste se stali dědici požehnání. 'Chceš─li milovat život a vidět dobré dny, zdržuj jazyk od zlého a rty od lstivých slov. | “ |
| — 1Pt 3,8-10 | |   |

| „           | Především mějte vytrvalou lásku jedni k druhým; vždyť láska přikryje množství hříchů. Buďte jedni k druhým pohostinní a nestěžujte si na to! | “ |
| — 1Pt 4,8-9 | |   |